# 荒川雅行
荒川 雅行（あらかわ まさゆき）は、日本の法学者。専門は刑事法、特に刑法・刑事政策。研究分野は、過失犯論・経済犯罪・コンピュータ犯罪。学位は、法学修士。関西学院大学教授。

## 略歴
- 関西学院大学法学部卒業
- 関西学院大学大学院博士後期課程単位取得満期退学
- 1985年　関西学院大学法学部助手
- 1987年　関西学院大学法学部専任講師
- 1989年　関西学院大学法学部助教授
- 1995年　関西学院大学法学部教授
- 2004年　関西学院大学大学院司法研究科教授

## 著書
- 『刑事法講義ノート』（共著、慶應通信、1994年）
- 『現代刑事政策』（共著、青林書院、2000年）
- 『環境刑法概説』（分担執筆、成文堂、2003年）
- 『刑法講義ノートⅠ（総論）』（関西学院大学出版会、2006年）
- 『刑法講義ノートⅡ（各論）新版』（関西学院大学出版会、2007年）

## 論文
- 『過失犯における被害者の同意に関する一考察‐生命・身体犯を中心として』（法と政治33巻2号、1982年）
- 『過失による正当防衛・過剰防衛に関する一考察』（法と政治35巻2号、1984年）
- 『軽微な財産犯の処理‐警察における微罪処分を中心として』（刑法雑誌28巻2号、1987年）
- 『情報刑法の現代的課題』（中山研一先生古希祝賀論文集第2巻、1997年）
- 『ハイテク犯罪の現状と課題』（刑事政策111巻10号）
- 『二重売買と横領』（刑法の争点、有斐閣、2007年）
- 『政治腐敗と刑事規制‐いわゆる「口利き」規制をめぐって‐』（法と政治58巻1号、2007年）